# Слободян, Митрофан Лукьянович
Митрофан Лукьянович Слободян (1918—1984) — полковник Советской Армии, участник Великой Отечественной войны, Герой Советского Союза (1946).

## Биография
Митрофан Слободян родился 22 ноября 1918 года в селе Пилипы (ныне — Красиловский район Хмельницкой области Украины). После окончания шести классов школы и бухгалтерских курсов работал в колхозе. В 1939 году Слободян был призван на службу в Рабоче-крестьянскую Красную Армию. С ноября 1941 года — на фронтах Великой Отечественной войны.
К февралю 1945 года гвардии капитан Митрофан Слободян был парторгом 59-го гвардейского кавалерийского полка 17-й гвардейской кавалерийской дивизии 2-го гвардейского кавалерийского корпуса 1-го Белорусского фронта. Отличился во время Висло-Одерской операции. В составе своего полка Слободян участвовал в штурме мощного укреплённого пункта противника Альт-Прибков. В критический момент боя он заменил собой выбывшего из строя командира эскадрона и во главе его успешно выполнил боевую задачу. В тех боях противник потерял более 100 солдат и офицеров и большое количество боевой техники.
Указом Президиума Верховного Совета СССР от 15 мая 1946 года за «мужество и героизм в боях с немецкими захватчиками» гвардии капитан Митрофан Слободян был удостоен высокого звания Героя Советского Союза с вручением ордена Ленина и медали «Золотая Звезда» за номером 9038.
После окончания войны Слободян продолжил службу в Советской Армии. В 1953 году он окончил Ленинградское пехотное училище. В 1972 году в звании полковника Слободян был уволен в запас. Проживал и работал в Риге. Умер 29 октября 1984 года.

## Награды
Был также награждён орденами Красного Знамени, Отечественной войны I степени и Красной Звезды, рядом медалей.
Почётный гражданин города Хойники (1979).

## Память
- Имя М. Л. Слободяна на Аллее почётных граждан Хойникского района. Аллея расположена в городе Хойники (Гомельская область)[3].